# José de Mora
José de Mora (Baza, Granada, bautizado el 1 de marzo de 1642-Granada, enterrado el 25 de octubre de 1724) fue un escultor del barroco español.

## Biografía y obra
Hijo del escultor Bernardo de Mora, se formó en su taller junto a Pedro de Mena y Alonso Cano.[cita requerida] Fue este último el que le marcó de forma decisiva mucho más que su progenitor o Mena. 
En 1669 y a los dos años del fallecimiento de Cano, marchó a Madrid, donde trabajó con Sebastián de Herrera Barnuevo, que también había sido discípulo de Alonso Cano.
En 1672 fue nombrado escultor de cámara de Carlos II hasta 1680 que abandona Madrid y regresa de forma definitiva a Granada.
De personalidad muy compleja e introvertida, al morir su esposa y no habiendo tenido hijos quedó en soledad y se adentró en los territorios de la depresión y la melancolía acabando definitivamente en la enajenación que le obligó a abandonar el mazo y la gubia.
Transita su escultura paralela a su estado anímico y creando una imaginería de hondo sentimiento, de sensibilidad infinita que muestran una pena interior, recogida, intima, en estado de ausencia de la cosa mundana, muy posiblemente el escultor nos está representando el estado de su propia alma en Dolorosas como la Virgen de la Soledad de la Colección Güell, hoy en el Colegio de San Gregorio de Valladolid, o la Virgen de los Dolores de la Iglesia de Santa Ana de Granada.
Realizó una escultura muy medida, minimalista en lo expresivo y en la policromía que había aprendido de Cano, pero que el ejecutó con menos virtuosismo y mayor austeridad en un estilo muy personal de gran eficacia artística.

## Obras

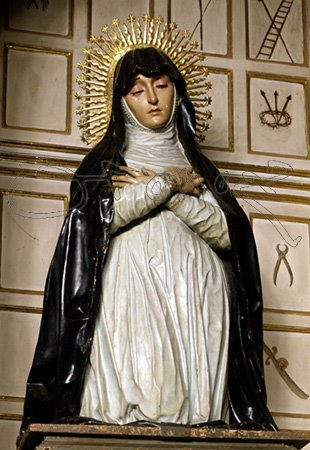
Virgen de la Soledad, 1671, iglesia de Santa Ana, Granada.

### Escultura
- Virgen de la Soledad del Calvario (originalmente Virgen de los Dolores).[1] Iglesia de Santa Ana. Granada, 1671.
- Virgen dolorosa, conocida por "la Piedad". Iglesia de Santa María de la Quinta Angustia. Puebla de Don Fadrique, siglo XVII.

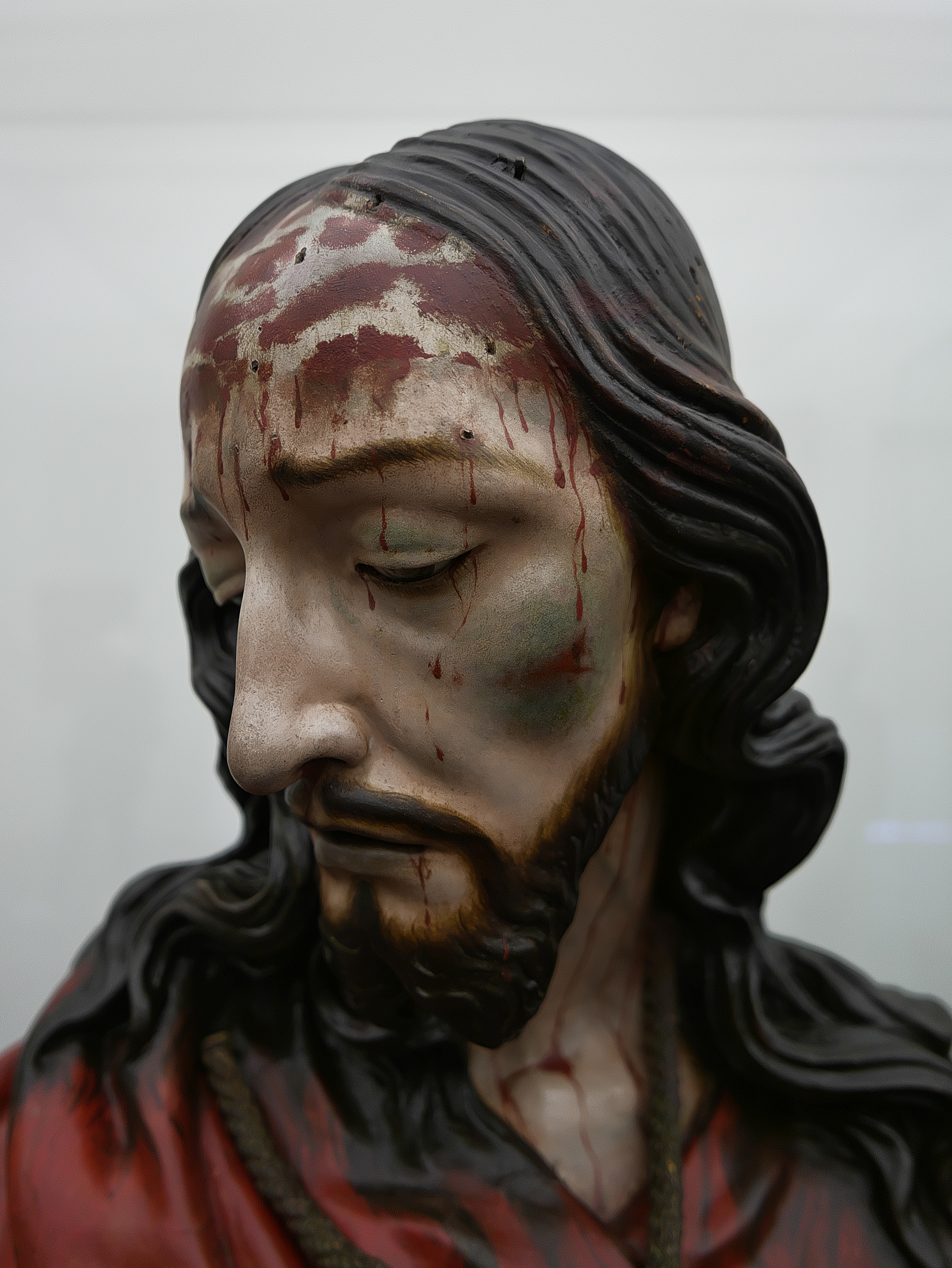
Ecce Homo, 1680-1700, Museo de Bellas Artes de Granada, Granada.

- Ecce Homo. Realizado para el Convento del Ángel Custodio de Granada. Hoy en Museo de Bellas Artes de Granada. Entre 1680 y 1700.[2]
- Nuestro Padre Jesús de la Sentencia. Iglesia de San Pedro y San Pablo. Granada, 1685.[3]
- Ecce Homo y Virgen Dolorosa. Convento de Santa Catalina de Zafra. Granada, 1688.
- Inmaculada Concepción. Capilla de Naturales de Madrid. Real Colegiata de San Isidro. Finales del siglo XVII.
- Cristo de la Misericordia (originalmente Cristo de la Salvación).[4] Iglesia de San José. Granada, 1688.
- Inmaculada Concepción. Iglesia de San Pedro. Priego de Córdoba, 1696.
- Nuestro Padre Jesús de la Amargura. Iglesia de San Juan de los Reyes. Granada, finales del siglo XVII.
- San Pedro de Alcántara. Realizado para el monasterio granadino de San Antonio de Padua. Hoy en Monasterio de Santa Isabel la Real. Granada, finales del siglo XVII-principios del XVIII.
- San Pascual Bailón.  Realizado para el monasterio granadino de San Antonio de Padua. Hoy en Monasterio de Santa Isabel la Real. Granada, finales del siglo XVII-principios del XVIII.
- San Bruno. Sacristía de la Cartuja. Granada, 1713.[5]
- San Pantaleón. Iglesia de Santa Ana. Granada, ca. 1701-1725.[6]
- Ecce Homo y Virgen Dolorosa. Monasterio de Santa Isabel la Real. Granada, 1704-1725.[7]

### Atribuídas
- Nuestro Padre Jesús Nazareno, de la Hermandad del Encuentro. (Destruido en 1936). Almería.
- Nuestro Padre Jesús de la Misericordia (Destruido en 1931). Málaga
- Virgen de las Angustias. Catedral de Jaén. Jaén
- Virgen de la Amargura. Parroquia del Salvador. Jaén
- Cristo yacente. Iglesia de la Encarnación Alcaudete
- Nuestra Señora de los Dolores. Iglesia de la Victoria. Osuna.
- San Pascual Bailón. Iglesia de San Pedro (Priego de Córdoba).
- San Pedro Alcántara. Iglesia de San Pedro (Priego de Córdoba).
- San Francisco de Asís. Iglesia de San Pedro (Priego de Córdoba).
- Santa Rosa de Vitervo. Iglesia de San Pedro (Priego de Córdoba).
- San Francisco Solano. Iglesia de San Francisco (Priego de Córdoba).
- Santísimo Cristo de la Buena Muerte. Ermita del Calvario (Priego de Córdoba).
- Ecce Homo y Dolorosa. Convento de las Maravillas. "Monasterio de San Antón", Madrid
- Virgen de la Soledad. Procedente de la Colección Güell. Museo Nacional Colegio de San Gregorio, Valladolid